# Forum français de la jeunesse
 (juin 2025).
Pour les articles homonymes, voir FFJ.
Le Forum Français de la Jeunesse (FFJ) est une structure rassemblant les principales organisations nationales gérées et animées par les jeunes, fondée le 20 juin 2012 en remplacement du Conseil national de la jeunesse,. Il a pour but de faire entendre la parole des jeunes en France afin que ceux-ci participent au débat public. Pour cela, il produit des avis et des propositions relatifs aux enjeux de société et notamment aux questions de jeunesse.

## Historique
Le Forum Français de la Jeunesse a été lancé le 20 juin 2012 en présence de Valérie Fourneyron, Ministre des Sports, de la Jeunesse, de l’Éducation Populaire et de la Vie Associative. À cette occasion, il a publié son premier avis, sur la représentation des jeunes en France. Ce rapport formule plusieurs propositions visant à favoriser la participation des jeunes à la vie politique française.
Le deuxième avis du Forum Français de la Jeunesse a été publié en février 2013, en amont du premier du Comité interministériel de la jeunesse, il porte sur le renouvellement des politiques en faveur des jeunes. Il a été remis officiellement au Premier Ministre, Jean-Marc Ayrault, le 21 février 2013.
Un troisième avis, portant cette fois sur l'accès à la santé des jeunes, est publié en juin 2013.
En février 2014, le Forum Français de la Jeunesse publie un quatrième avis intitulé Le vote et la participation des jeunes en France. Il est présenté à Jean-Marc Ayrault le 26 février 2014, en amont du Comité interministériel de la jeunesse du 4 mars 2014,. Les propositions du FFJ ont également été remises à la ministre de la Jeunesse Najat Vallaud-Belkacem le 28 avril 2014 lors d'une rencontre avec la Concertation des forums jeunesse régionaux, l'équivalent québécois du FFJ.

## Organisations membres
Peuvent être membres du Forum Français de la Jeunesse les organisations répondant aux 4 critères suivants :
- Une gouvernance assurée de façon majoritaire par des jeunes : la moyenne d'âge de l'instance dirigeante doit être inférieure à 30 ans ;
- Un fonctionnement démocratique : les représentants de l'organisation sont élus par ses membres et les règles de fonctionnement sont écrites ;
- Une dimension nationale : un délégué de l'organisation doit être présent dans plus de la moitié des régions administratives françaises métropolitaines.

Des critères propres à chaque collège viennent ensuite préciser ces conditions générales. Actuellement, le Forum Français de la Jeunesse est composé de 18 organisations membres réparties en 4 collèges :
| Collège            | Association                                    |
| ------------------ | ---------------------------------------------- |
| Collège lycéen     | Fédération des MDL (FMDL)                      |
| Collège lycéen     | Union nationale lycéenne (UNL)                 |
| Collège étudiant   | EmeVia                                         |
| Collège étudiant   | La Mutuelle des étudiants (LMDE)               |
| Collège étudiant   | BNEI- FENEPSY - UNEAP - UNEDESEP               |
| Collège étudiant   | Union nationale des étudiants de France (UNEF) |
| Collège partisan   | Allons enfants                                 |
| Collège partisan   | Jeunes Écologistes                             |
| Collège partisan   | Jeunes Radicaux                                |
| Collège partisan   | Mouvement Jeunes Communistes de France         |
| Collège partisan   | Mouvement des jeunes socialistes (France)      |
| Collège partisan   | UDI Jeunes                                     |
| Collège associatif | Coexister                                      |
| Collège associatif | Jeunes Européens France                        |
| Collège associatif | Jets d’encre                                   |
| Collège associatif | Jeunesse ouvrière chrétienne (JOC)             |
| Collège associatif | MAG Jeunes LGBT                                |
| Collège associatif | Mouvement rural de jeunesse chrétienne (MRJC)  |

## Publications
- La représentation des jeunes en France (no 1), 20 juin 2012, 10 p. (lire en ligne)
- De nouvelles politiques en direction des jeunes (no 2), février 2013, 18 p. (lire en ligne)
- Faire du droit à la santé une réalité pour tous les jeunes (no 3), juin 2013, 27 p. (lire en ligne)
- Le vote et la participation des jeunes en France (no 4), février 2014, 32 p. (lire en ligne)
- Formation et insertion professionnelles des jeunes : quelles conditions pour un parcours choisi (no 5), juin 2014, 32 p. (lire en ligne)
- Enjeux climatiques : les jeunes, force de propositions (no 6), septembre 2015, 24 p. (lire en ligne)
- Les jeunes et les municipales (no 7), janvier 2020 (lire en ligne), p. 11